# Louis Paulsen
Hermann Louis (Ludwig) Paulsen (* 15. Januar 1833 in Gut Nassengrund bei Blomberg, Fürstentum Lippe; † 18. August 1891 ebenda) war einer der stärksten Schachspieler des 19. Jahrhunderts aus Deutschland.

## Spross einer Schachfamilie
Er stammte aus einer schachbegeisterten Gutsbesitzerfamilie. Sein Vater Carl Paulsen war Landwirt und Kartoffelzüchter, sein Großvater der Forstmann Johann Christian Paulsen. Sein älterer Bruder Wilfried Paulsen (1828–1901) war ebenfalls ein Schachmeister. Dieser trat aber auf Turnieren nur gelegentlich hervor und konzentrierte sich darauf, die väterliche Landwirtschaft fortzuführen.
Der mittlere Bruder Ernst spielte wesentlich schwächer, er wanderte 1854 in die USA aus. Auch die ältere Schwester Amalie (später Amalie Lellmann) (1831–1869) erlernte das Schachspiel und brachte es zu einer überdurchschnittlichen Spielstärke, beschränkte sich aber darauf, Louis anzuspornen und so seine Karriere zu fördern.

## Schachlaufbahn

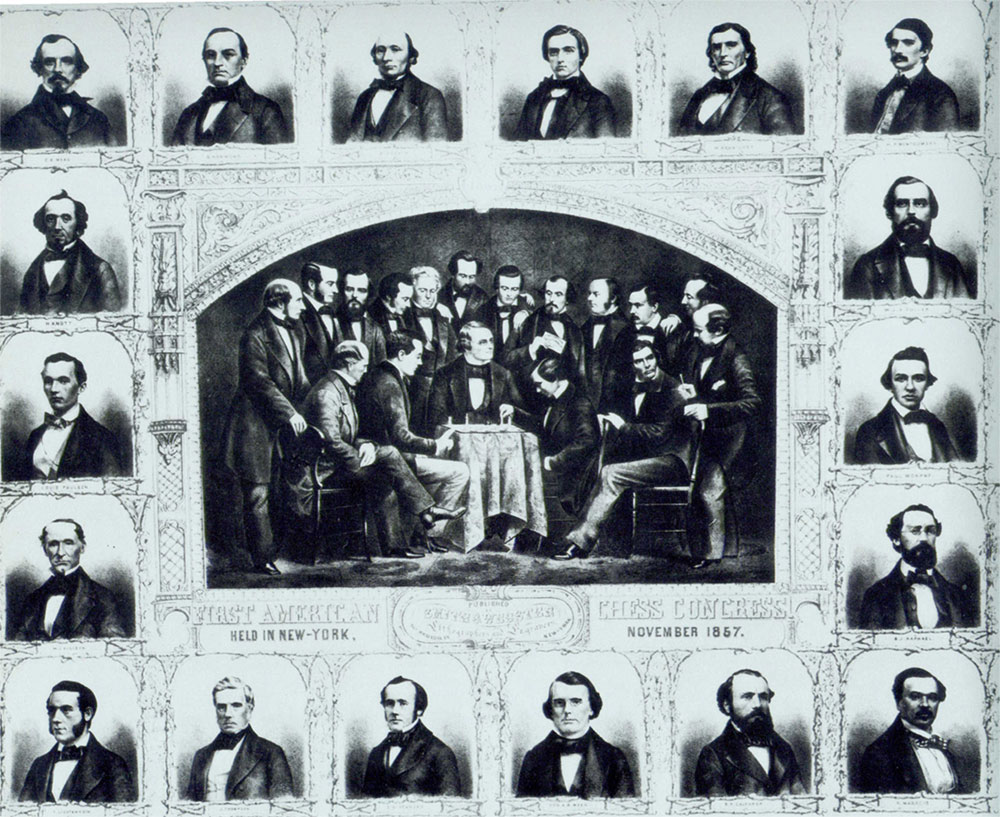
Louis Paulsen und Paul Morphy 1857 in New York

Paulsen selbst ging 1854 ebenfalls in die USA und gelangte dort bald zu hohem Ansehen als Schachspieler. Zum großen Teil verdankte er dies seiner Fähigkeit im Blindspiel. Nach sechs Jahren kehrte er wieder nach Europa zurück, wo er gegen die berühmtesten Spieler mit Erfolg kämpfte. Im New Yorker Turnier von 1857 musste sich Louis Paulsen nur dem seinerzeit besten Spieler der Welt, Paul Morphy, geschlagen geben. In den Jahren 1871, 1878 und 1880 gewann er die Meisterschaft des Westdeutschen Schachbundes. 1877 in Leipzig wurde er Erster vor Adolf Anderssen und Johannes Hermann Zukertort beim Kongress des Mitteldeutschen Schachbundes. Er belegte den zweiten Platz hinter Berthold Englisch beim 1. Kongress des Deutschen Schachbundes 1879 in Leipzig.
Wegen seines unspektakulären, im Gegensatz zu vielen anderen Spielern seiner Zeit eher defensiv ausgerichteten Spielstils war Paulsen nicht so bekannt wie Adolf Anderssen, obwohl er gegen diesen eine positive Bilanz aufzuweisen hatte. Er bestritt drei Wettkämpfe gegen seinen berühmten Landsmann, von denen einer (London 1862) 4:4 (+3 =2 −3) unentschieden endete, aber zwei (beide in Leipzig) Paulsen für sich entscheiden konnte: 5,5:4,5 (+5 =1 −4) 1876 und 5,5:3,5 (+5 =1 −3) 1877. Nach der historischen Elo-Zahl war Louis Paulsen zwischen 1862 und 1878 insgesamt 39 Monate lang die Nummer eins der Welt.
Paulsen starb 1891 an Diabetes.

## Nachwirkung
Ludwig Rellstab versuchte die schachgeschichtliche Bedeutung Paulsens unter Bezug auf das Urteil des ersten Schachweltmeisters einzuschätzen. Wilhelm Steinitz habe lobend anerkannt, wie viel er Paulsen verdanke, und 1890 geschrieben: „Anderssen und Paulsen waren meine eigentlichen Lehrer für eine beträchtliche Zeit.“ Bei dem Londoner Turnier 1862 lernte Steinitz Anderssen und Kolisch persönlich kennen und erinnerte sich später: „Als ich sie zuerst traf, drückte ich mich sehr absprechend über Paulsens Spielweise aus. Diese beiden Meister verteidigten Paulsen jedoch gegen meine allgemeine Kritik, und das brachte mich zum Nachdenken.“ Steinitz bezeichnete Louis Paulsen als einen hervorragenden Pionier der modernen Schachschule: „Paulsen lenkte die Aufmerksamkeit zuerst darauf, daß zwei Läufer gegen Läufer und Springer oder zwei Springer überlegen sind.“
Nach ihm – bzw. ursprünglich nach seinem älteren Bruder Wilfried – ist die Paulsen-Variante in der Sizilianischen Verteidigung benannt.
Der (inzwischen nicht mehr existierende, Stand Februar 2022) Schachverein der Stadt Detmold war ihm zu Ehren „Schachgemeinschaft Detmold DSK 62 / SC Paulsen 1900 e. V.“ benannt. Das Vereinsmitglied Horst Paulussen hat sich als Biograph Paulsens die Pflege seines Andenkens und seines Nachlasses zur Aufgabe gemacht. Von ihm stammt das Buch Louis Paulsen 1833–1891 und das Schachspiel in Lippe 1900–1981, Ein Beitrag zur Geschichte des Deutschen Schachspiels (Detmold 1982, herausgegeben vom Lippischen Heimatbund, Verlag Topp und Möller).